# مروان العلان
مروان عبد الرحيم العلّان (1952) شاعر ورسّام وكاتب فلسطيني. ولد في مخيم عقبة جبر قرب أريحا ونشأ بها. درس في معهد المعلمين في إربد، وتخصّص في التربية الفنية. عمل مدرّسًا لمدة ست سنوات. اعتقل لسبع سنوات وبعد خروجه عمل مصمًّا ورسّامًا في جامعة القدس المفتوحة. له دواوين شعرية عديدة ومؤلفات.

## سيرته
ولد مروان عبد الرحيم العلان سنة 1372 هـ/ 1952 م في مخيم عقبة جبر للاجئين الفلسطينين قرب مدينة أريحا ونشأ بها. درس المراحل الأولى في مدارس مخيم التابعة لوكالة الغوث الدولية للاجئين الفلسطينيين، ثم في مدارس مدينة أريحا، وأكمل الثانوية العامة في عمّان. ثم التحق بمعهد المعلمين بإربد، وتخصص في التربية الفنية.

عمل مدرّسًا لست سنوات حتى اعتقل لمدة سبع سنوات، وبعد خروجه واصل حياته الأدبية والفنية، وعمل مصممًا فنيًا ورسّاماً في جامعة القدس المفتوحة. في فترة من 1986 حتى 1992 أقام سبعة معارض تشكيلية في عمان ودمشق. حصل على دبلوم الفنون وبكالوريوس اللغة العربية وماجستير التاريخ الإسلامي من جامعة بيرزيت في فلسطين، ودكتوراه الحضارة الإسلامية من الجامعة الوطنية في ماليزيا.

عمل رئيس تحرير وصاحب امتياز لمجلة «تشكيل» المتخصصة في شؤون الفن التشكيلي، وهو صاحب «جاليري تشكيل». وهو عضو رابطة الكتاب الأردنيين، والاتحاد العام للكتاب والأدباء الفلسطينيين، والاتحاد العام للفنانين التشكيليين الفلسطينيين.

## جوائزه وتكريمه
- 24 أبريل 2017: جائزة جامعة فيلادلفيا لأحسن كتاب في مجال الانسانيات، لكتابه «الفن العربي الإسلامي»، الجائزة مناصفة مع مفلح العدوان.[7][8]

## مؤلفاته
من دواوينه الشعرية:
- «جيرونيكا»، 1981
- «ثريات فلسطينية»، 1983
- «للحب والحرية أيضًا»، 1986
- «ترانيم لعمر بن الخطاب»، 1986
- «العائد الوحيد»، قصة وقصيدتان، 1986
- «ايزابيل كنعانية من الزمن الأول»، 2017

من كتبه:
- «من استانبول إلى اثينا»، مشاهدات رحالة على دراجة هوائية، 2008
- «المرأة قبل الإسلام... المرأة بعده»، 2012
- «صخرة أورشليم»، رواية، 2016
- «الفن العربي الإسلامي»، قراءة فلسفية جمالية تطبيقية، 2017
- «من الكف إلى التجريد»، محاولة في قراءة الفن القديم وعلاقته بالفنون الحديثة، 2017
- «الرسم الأوروبي في العصور الوسطى : تغيرات الأسلوب في عشرة قرون»، 2018
- «فلسفة الجمال في الزخارف العربية»، 2018
- «فن التصوير في القرن العشرين»، دراسة فنية جمالية، 2018
- «ليلة سبسطية»، رواية، 2019